# César Ritz
César Ritz (Niederwald, 23 de fevereiro de 1850 – Küssnacht, 24 de outubro de 1918) foi um hoteleiro suíço, fundador de vários hotéis, com destaque para o Hotel Ritz em Paris e o Hotel Ritz em Londres. É considerado o pai da hotelaria moderna e era conhecido como “o rei dos hoteleiros e o hoteleiro dos reis”. A importância de Ritz está na criação de um novo conceito de hotel: um estabelecimento de serviço completo e personalizado.

## Galeria
Os três únicos hotéis Ritz originais, concebido e inaugurado pelo próprio César Ritz.

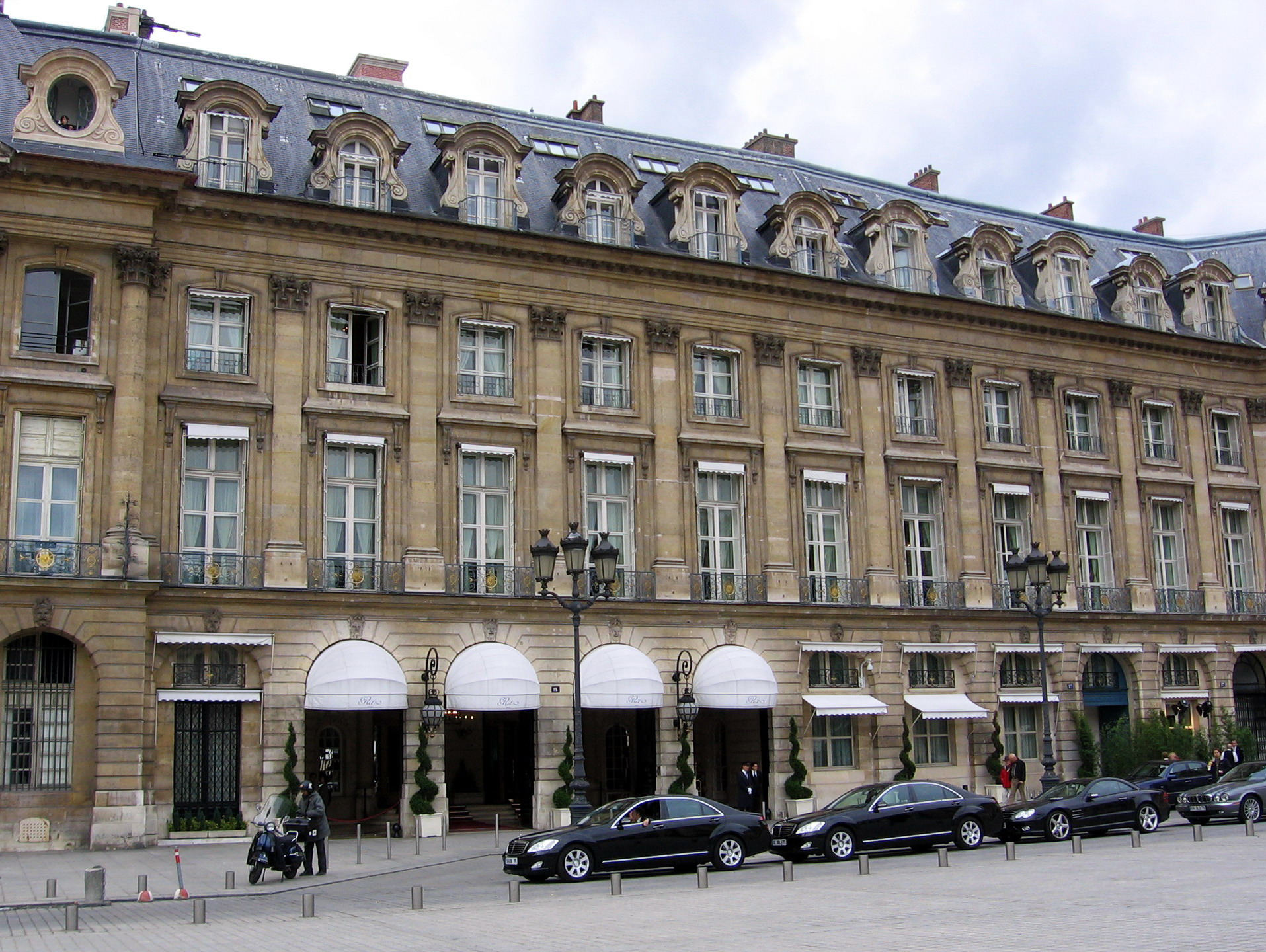
Hôtel Ritz Paris
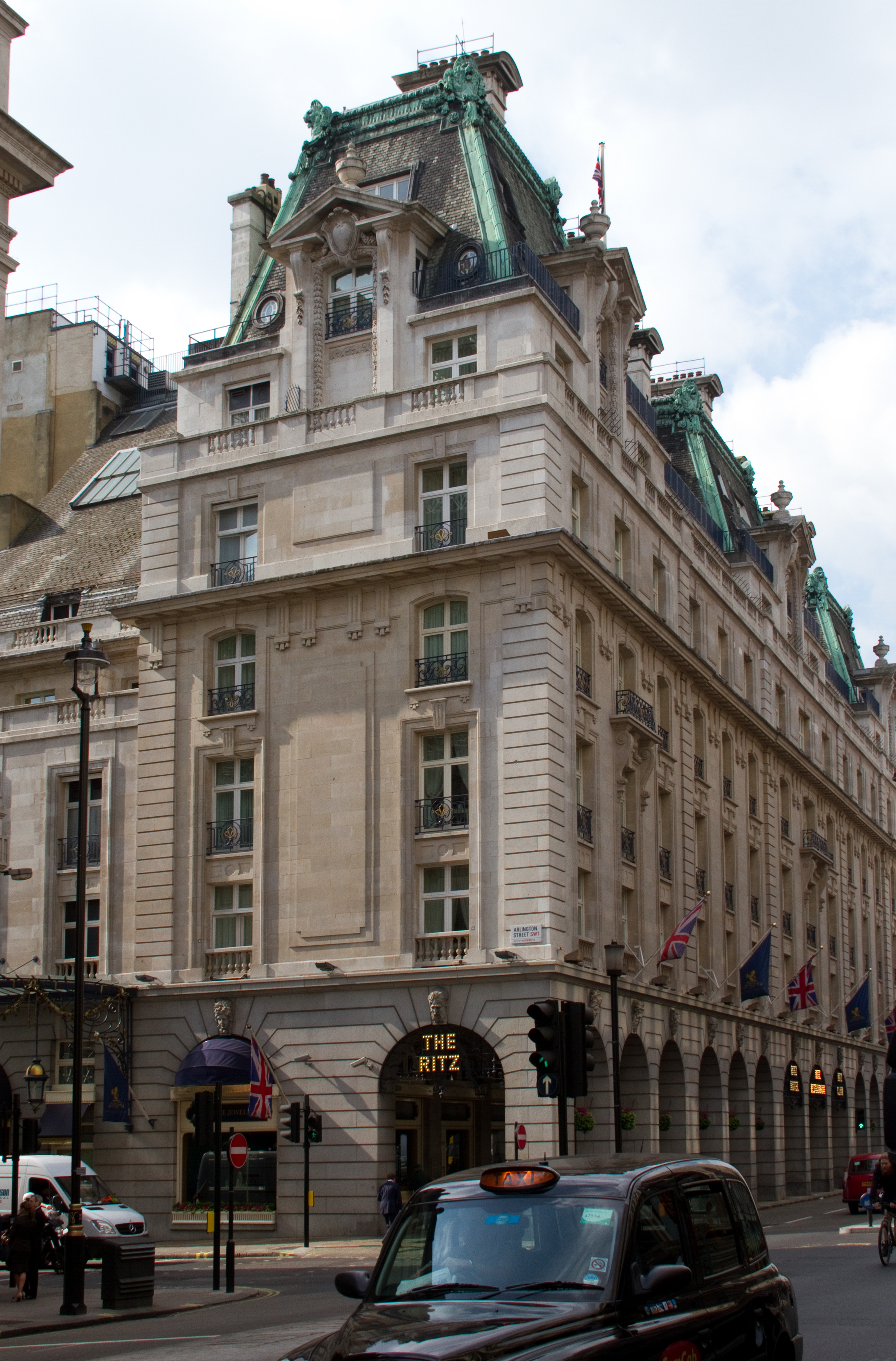
Hotel Ritz Londres
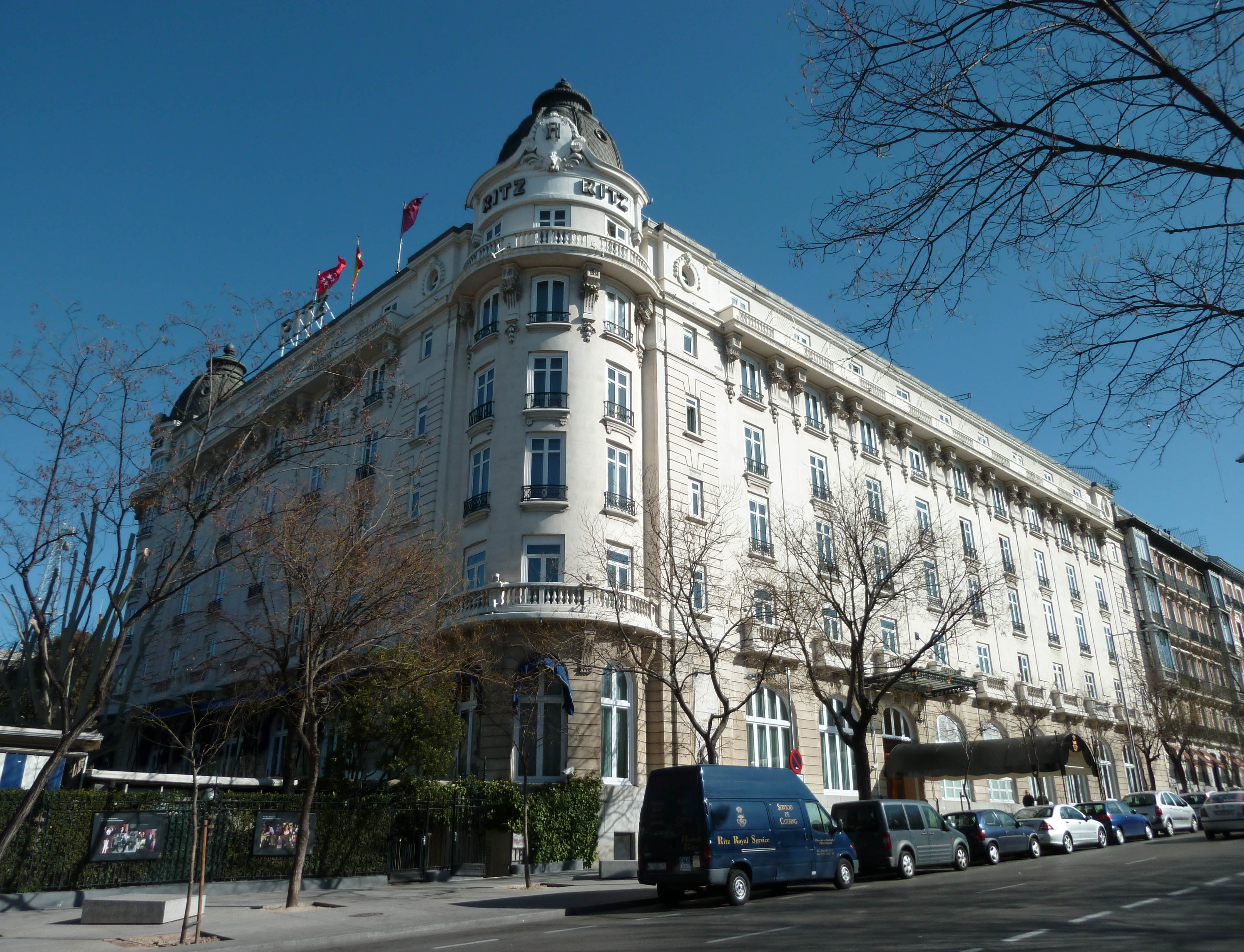
Hotel Ritz Madrid